# Dunzweiler
Dunzweiler là một đô thị thuộc huyện Kusel, bang Rheinland-Pfalz, phía tây nước Đức. Đô thị Dunzweiler có diện tích 5,52 km², dân số thời điểm ngày 31 tháng 12 năm 2006 là 974 người.